# Metta
Mettā (Pāli) lub Maitrī (Skt.) – oznacza bezwarunkową i nieprzywiązaną do konkretnych obiektów miłującą dobroć, kochającą życzliwość, miłowanie. Jest ona częścią dziesięciu paramit buddyjskiej szkoły theravada, a także pierwszą z Czterech Niezmierzoności. Praktyka mettā bhāvanā (pielęgnowanie mettā) jest popularną formą medytacji w buddyzmie, praktykowaną ze świadomym oddychaniem, która polega na koncentracji ukierunkowanej na rozwijanie współczucia.
Obiektem medytacji mettā jest praktyka miłującej dobroci (miłości bez przywiązania, miłości niewyłączającej) wobec wszystkich czujących istot. Praktykę zazwyczaj rozpoczyna się od kultywowania miłującej dobroci w stosunku do siebie samego (choć nie jest to w szczególny sposób wskazywane przez Buddę w sutrach), następnie pole uwagi rozciąga się na osoby bliskie sercu, przyjaciół, nauczycieli, znajomych i obcych ludzi, a w końcu na wrogów i nieprzyjaciół. Medytacja ta jest sposobem na wyciszenie rozproszonego emocjami umysłu, ponieważ jest lekarstwem na gniew. Osoba praktykująca medytację mettā nie będzie łatwo poddawała się wpływowi gniewu i szybko wygasi gniew, który zaczyna się pojawiać. Pochodną praktyki jest doświadczanie uczucia troski o innych oraz bezwarunkowej miłości.
Buddyści wierzą, że kto praktykuje medytację mettā, stanie się bardziej pogodzony i spokojny, ponieważ nie będzie widział potrzeby żywienia do kogoś urazy czy doświadczania wrogości. Nauczyciele buddyjscy zalecają ją jako antidotum na bezsenność i koszmary. Rozwijając miłującą dobroć, praktykujący ćwiczy odważne, a zarazem łagodne podejście do niekomfortowo przeżywanych uczuć, co pomaga mu bez awersji wchodzić z nimi w kontakt. Takie podejście jest jednym z fundamentów udanej medytacji buddyjskiej, a doświadczane w taki sposób emocje służą praktykującemu w rozwijaniu oświeconej postawy. Nie są tłumione, nie są reaktywnie wyrażane w niekontrolowany sposób, nie są też poddawane racjonalnej analizie, lecz stają się przedmiotem praktyki. Efektem tego procesu jest coraz lepszy kontakt z uczuciami, które w odbiorze nie niosą już niebezpieczeństwa i dyskomfortu, ale uwrażliwiają i budzą nieustraszoność u przeżywającego. Stają się przysposobione i z czasem coraz częściej pełnią użyteczną, a nie kontrolującą czy zagrażającą rolę.
Według wierzeń buddyjskich również u ludzi przebywających w pobliżu osoby, która naprawdę urzeczywistnia jakości płynące z praktyki mettā zauważa się odczuwalne polepszenie samopoczucia i skłonność do radości. Promieniująca mettā przynosi innym miłość, pokój i radość.

## Medytacja mettā: praktyka miłującej dobroci
Mettā wyraża przyjaźń i zaniechanie agresji, jak również mocne życzenie szczęścia dla innych. Wyraża też mniej oczywiste lub bezpośrednie jakości, takie jak zdolność do okazywania cierpliwości, wrażliwości i poszanowania. Chociaż wspomina się o wielu postawach, mettā jest tak naprawdę pewną specyficzną formą miłości – dbającą o innych bez względu na osobiste korzyści i przez to podobną do miłości, jaką darzy się własnego rodzica lub własne dziecko.
Na poziomie konceptualnym ta energia jest trudna do opisania w kilku słowach, jednak wykonując praktykę mettā, medytujący na głos lub w umyśle recytuje określone formuły celem wzbudzenia pewnego rodzaju bezgranicznego uczucia ciepła i serdeczności. Siła tego doznania nie zależy i nie jest ograniczona przynależnością do konkretnej rodziny, religii czy klasy społecznej. W rzeczy samej mettā jest zarówno postawą, jak i metodą, która pozwala wrodzonej każdemu szczodrobliwości i dobroci na wyrażanie się. W konsekwencji praktykujący odnajduje prawdziwe szczęście w szczęściu innych osób, a w rezultacie doświadcza podstawowej dobroci, zdolności kochania i życzliwości. Te ostatnie nie pochodzą od otoczenia, lecz mają źródło w godności osoby ludzkiej. Może to znacząco zmienić pogląd praktykującego na temat samego siebie i na jego relacje z innymi.

### Sześć stopni
Pełne instrukcje dla teorii i praktyki mettā bhāvanā są dostępne w skryptach buddyjskich Visuddhimagga („Ścieżka do czystości”), Rozdział IX.
Sześć stopni medytacji mettā bhāvanā, które są najczęściej dostępne i stosowane dotyczy kultywowania miłującej dobroci w stosunku do:
1. siebie samego
2. dobrego przyjaciela
3. osoby „neutralnej”
4. trudnej osoby
5. wszystkich czterech powyższych
6. a następnie stopniowo całego wszechświata

(Kamalasila 1996, s. 25–26)
W przypadku punktu 2. należy unikać wybierania kogoś, kto jest dla nas seksualnie atrakcyjny lub kogoś znacznie młodszego bądź starszego od siebie, a także osób martwych. W przypadku punktu 3. należy wybrać kogoś, z kim mamy styczność niemalże codziennie, lecz kto nie wzbudza w nas silnych pozytywnych lub negatywnych emocji. W przypadku punktu 4. tradycyjnie wybiera się „wroga”, lecz unikając osoby, która właśnie zrujnowała życie praktykującego, chyba że jest się doskonale ugruntowanym w praktyce uważności. W przypadku punktu 5. należy traktować wszystkich na równi, jako w tym samym stopniu zasługujących na miłującą dobroć.

## Sutra Dobroci
Uznaje się, że medytacja mettā wywodzi się ze słów Buddy (Karaniya Metta Sutta /„Sutra Dobroci”/, Khp 9, Sn 1:8.):

Oto te dobre czyny pozwalają osiągnąć stan spokoju: bycie dostępnym, uczciwym, prostolinijnym, uprzejmym, delikatnym i niezarozumiałym.
Łatwym do zadowolenia, skromnym w utrzymaniu, łagodnym, mającym niewiele obowiązków do spełnienia, oraz oszczędnym.
Dzięki uspokojeniu umysłu – przenikliwym.
Ani zbyt śmiałym, ani desperacko przywiązanym do rodziny.
Traktującym wszystkie niewłaściwe uczynki tak jak inni mędrcy.
Niech szczęście i łagodność trwają, niechaj wszystkie istoty osiągną pomyślność.
Niechaj wszystkie istoty które żyją; niedołężne, silne czy jakiekolwiek inne, długie i duże, średnie, krótkie i małe, widzialne i niewidzialne, żyjące daleko i tuż obok, narodzone czy mające przyjść na świat – niechaj wszystkie istoty będą szczęśliwe i mają się dobrze.
Niech się nie umniejsza niczyjej wartości i bez powodu uważa kogoś za gorszego.
Niech się nie sprawia przykrości innym będąc prowokowanym przez gniewne i awersyjne usposobienie.
Niczym matka troszcząca się o życie swojego jedynego syna, takie samo nastawienie należy rozwijać wobec wszystkich istot, bez wyróżniania.
Rozwijaj pełną miłości dobroć względem wszystkich istot, bez rozróżniania, czy to w górze, czy u dołu, czy w środku. Bez przeszkód, nienawiści, czy wrogości. Czy to stojąc, siedząc czy idąc, a nawet leżąc, lecz nie śpiąc. Wzbudzaj w sobie tę wolę i nastawienie, to jest nazywane domena najwyższych bogów. Nie tkwiąc w jakichkolwiek poglądach, lecz postępując etycznie i dochodząc do właściwych poglądów, żądze zmysłowości wyciszą się i nie będzie się już nigdy więcej poczętym w łonie.

## Potrzeba kochania
Budda określił maitrī, kochającą życzliwość, jako piękno. Jeśli praktykujemy kochającą życzliwość, wtedy to, czego doświadczamy, jest pięknem. Byłem bardzo poruszony, gdy to usłyszałem. Ktoś z dobrym sercem, kto zawsze pragnie robić coś, by przynieść ulgę, przynieść radość, przynieść poczucie szczęścia innym – jeśli kochamy kogoś takiego, znamy kogoś takiego, mamy wielkie szczęście. Motywacją takiej osoby jest energia przynoszenia szczęścia i radości ludziom, zwierzętom, warzywom. I gdy możemy z kimś takim żyć przez pewien czas, dochodzimy do wniosku, że on/ona naprawdę urzeczywistnia te wartości. To, co widzimy jak piękno – to energia, która czyni tę osobę piękną. Gdy możemy doświadczać, czuć tę energię piękna w nim/w niej, mamy także możliwość poczucia jej w sobie. Nie wierzymy, że ją mamy, nie wierzymy, że jesteśmy zdolni do miłości i bycia kochającym, bycia współczującym. Mamy kompleks, że tej miłości w nas nie ma, że nie umiemy kochać. I cierpimy przez to przekonanie. Pogardzamy sobą. Nie doceniamy siebie. Myślimy, że jesteśmy nic nie warci. Ale jeśli mamy to szczęście kochać kogoś, kto posiada energię maitrī, kochającej życzliwości, mamy szansę. Dzięki doświadczaniu tej energii w drugiej osobie mamy szansę doświadczyć jej w sobie.